# Simfonia núm.1 (Gottschalk)
La Simfonia núm.1, La nuit des tropiques de Louis Moreau Gottschalk (1829-1869) és una simfonia en dos moviments, d'una durada aproximada de 17 minuts, i representant de l'estil popular i variat de l'autor. Cal remarcar que és una de les primeres obres simfòniques, si no la primera, que inclou música criolla i percussió llatina.

## Composició i estrena
També anomenada Symphonie romantique, més que una simfonia són dos poemes simfònics relacionats. Va ser composta entre 1858 i 1859, mentre Gottschalk residia al Carib, sent el primer moviment estrenat el 1860 sota el nom de La nuit des tropiques en un dels seus “concerts monumentals” a l'Havana, i el segon el 1861 amb el nom de Fête sous les tropiques.
Finalment van passar a formar part de la mateixa simfonia, canviant lleugerament els noms dels moviments: el primer es va passar a anomenar Noche en los trópicos i el segon Fiesta Criolla, fent referència així a la seva estada a Cuba durant aquell temps. L'obra sencera està escrita per 150 músics, incloent una gran orquestra, una banda completa i un conjunt de percussió afrocubana; la premsa de l'època i les biografies de l'autor, però, ens parlen d'un concert d'estrena amb 350 músics a l'escenari, pel que podem pensar que, com era habitual aleshores, la majoria de seccions del conjunt van ser doblades en favor de la monumentalitat cercada. Cal esmentar que en aquell concert la simfonia va ser interpretada junt amb dues altres obres seves, també estrenes i, com aquesta, monumentals i de gust popular: l'opereta Escenas campestres cubanas i la solemne Sinfonía Triunfal, per a banda militar i orquestra. Per a La nuit des tropiques (títol sota el qual va ser interpretat el moviment de la simfonia en aquest concert) va fer portar des de Santiago de Cuba un grup de percussió afrocubana anomenat La Tumba Francesa, a qui havia escoltat en un Carnaval sis anys abans. Això va fer més monumental el concert, i va produir encara més entusiasme entre els assistents: segons la premsa, l'orquestra era constantment interrompuda per aplaudiments.
Després de la mort de Gottschalk l'obra no es va interpretar més i no es va editar. L'original (o una còpia excel·lent) va desaparèixer de L'Havana, on s'havia quedat, el 1932, i va reaparèixer a la Biblioteca Pública de Nova York anys més tard, per a ser publicada. Malgrat tot, moltes parts estaven incompletes, i per això hi ha hagut nombrosos orquestracions fetes per compositors posteriors. Cal destacar la primera audició als Estats Units, el 1948, en un arranjament per a dos pianos de John Kirkpatrick, sobre una versió prèvia de Nicolás Ruiz Espadero, gran amic de Gottschalk. El 1955 Howard Shanet va fer un nou arranjament, aquest cop per a orquestra reduïda. Finalment, Igor Buketoff i Richard Rosenberg van preparar, cadascú per la seva banda, versions amb l'orquestració original de Gottschalk.

## Comentari de l'obra
El primer moviment és un Andante líric, sense cap referència a música americana. De fet, recorda bastant a Berlioz, el seu referent, o Wagner. En els primers minuts es desenvolupa una melodia sobre un coixí de cordes, després continuada per la trompeta. Segueix una secció més agitada on els baixos porten la línia melòdica, que condueix a un clímax on els vents canten i la corda fa un contrapunt. A continuació una transició porta a un ambient més dramàtic on la corda porta la melodia sobre l'acompanyament dels vents. Una nova transició, aquest cop de caràcter juganer, porta de nou a la melodia de la trompeta, que acaba senzillament el moviment, sense cap final apoteòsic.
En el segon moviment (Allegro moderato) té molta més importància la secció de percussió, a destacar els tambors cubans, maraques i güiro (que aquí són usats per primer cop en una orquestra simfònica), i la secció de metalls. Té moltes influències criolles i llatinoamericanes, amb ritmes sincopats i melodies curtes i alegres i de caràcter popular. Cap al final del moviment, abans de l'última explosió de ritme i color, hi ha una fuga per a fer l'obra més acadèmica. El cap del tema fugat, curiosament, és la melodia principal del moviment, però eliminant les síncopes, com si l'autor volgués fusionar els seus dos mons: l'academicisme europeu i l'exuberància de l'exotisme crioll.
Cal remarcar l'avançada mentalitat del compositor, molt visible en aquesta obra: va ser composta per a agradar a un públic en concret per a una ocasió concreta; busca el gust per allò popular, incloent instruments que normalment no es troben en l'orquestra clàssica i, per tant, difuminant la frontera entre culte i popular; i finalment s'inspira en allò exòtic, element que també serà molt estès en els anys posteriors a la mort de Gottschalk.